# Gaizka Bergara Picaza
Gaizka Bergara (Bilbao, 7 de febrer de 1986) és un exfutbolista basc, que ocupava la posició de defensa.
Format al planter de l'Athletic Club, hi passa pels diferents filials. El 2007 debuta a primera divisió, jugant un encontre amb els de San Mamés. L'estiu del 2008, a falta de continuïtat amb l'Athletic, fitxa pel Sestao River.